# 尾上浩一
尾上 浩一（おのえ こういち、1964年-）は日本の経営コンサルタント。2012年6月から日本PTA全国協議会会長。第7、8期中央教育審議会委員。兵庫教育大学経営協議会委員（平成26年から28年）。早寝早起き朝ごはん全国協議会副会長。金融知力普及協会理事。東京オリンピック・パラリンピック競技大会組織委員会顧問。日本ユニセフ協会顧問（2013年）。文部科学省「デジタル教科書」の位置付けに関する検討会議委員。兵庫県出身。日本PTA全国協議会の公益法人化に携わった。